# Бъртрам Томас
Бъртрам Сидни Томас (на английски: Bertram Sidney Thomas) (13 юни 1892, Бристол – 27 декември 1950, Бристол) е английски държавен служител, изследовател на Арабския полуостров.
Завършва Тринити Колидж в Кеймбридж. Работи като държавен пощенски служител. По време на Първата световна война служи в Белгия, след което е в Сомърсетската лека пехота (Somerset Light Infantry ) в Месопотамия (дн. Ирак) (1916 – 1918). След това работи като политически служител в Ирак (1918 – 1922), а после като помощник британски представител в Трансйордания (дн. Йордания) от 1922 до 1924 г.
Той е министър на финансите на султана на Маскат (1925 – 1932). В качеството си на държавен служител на Оман предприема 3 експедиции в югоизточната част на Арабския полуостров и става първия европеец, който пресича пустинята Руб ал Хали. През зимата на 1927 г. с камили от Сур в Оман преминава около 1000 км през южните гранични земи до Салала (17°01′ с. ш. 54°05′ и. д. / 17.016667° с. ш. 54.083333° и. д. – административния център на провинция Дзофар. През зимата на 1929 – 1930 г. в опит да пресече пустинята Руб ал Хали преминава около 300 км на север от Салала до 20º с.ш.
В началото на октомври 1930 г. отново пристига от Маскат в Салала, като замисля нов опит за пресичане на пустинята, но узнава, че там е започнала междуплеменна война. Повече от месец изследва близките крайбрежни планини Кара и, когато вече се кани да се връща, узнава, че група бедуини от 40 души са съгласни да го придружат през пустинята. На 1 декември Томас започва движението си на северозапад, а след това от кладенец на кладенец (някои разположени на 5 до 8 дни един от друг) първи пресича пустинята Руб ал Хали и в началото на февруари 1931 г. достига до Катар в района на Доха. Пресичайки пустинята, открива станалите известни по-късно „Пеещи пясъци“.
През целия период на пребиваването си в арабските страни много добре изучава диалектите на арабските езици и обичаите на няколко племена. Освен знаменитата си книга Arabia Felix (в превод „Щастлива Арабия“) Томас написва и The Arabs: The Epic Life Story of a People Who Have Left Their Deep Impress on the World (London: T. Butterworth, 1930; Garden City, New York: Doubleday, Doran and Co., Inc., 1937), в които описва живота на бедуините. По-късно публикува „Граматика на диалектите в югоизточната част на полуострова“ и книга по етнография на този район.